# 小行星6430
小行星6430（英語：6430）是一颗围绕太阳公转的小行星。1964年10月30日，紫金山天文台在南京发现了此天体。
这颗小行星的绝对星等为357.5518130947319等。